# Noni
Morinda citrifolia, normalmente conhecido por noni (da língua havaiana), nono Taiti, aal (na língua hindi), é uma pequena árvore da família das rubiaceae. A morinda citrifolia é originária do sudeste asiático, tendo sido difundida pelo homem através da Ásia Meridional, ilhas do Oceano Pacífico, Polinésia Francesa, Porto Rico e mais recentemente a República Dominicana. O Taiti continua a ser o local de maior cultivo.

## Características
O noni cresce tanto em florestas tropicais, como em terrenos rochosos, ou arenosos. É tolerante a solos salinos e certas condições de seca. É, portanto, encontrado numa grande variedade de habitats: terrenos vulcânicos, ou mesmo em terra calcária.

Pode crescer até 9 m de altura e tem folhas finas simples, de coloração verde clara, com veias vincadas. A planta dá flores e frutos durante todo o ano. As flores são pequenas e brancas. A fruta contém muitas sementes e tem um forte odor quando colhida, daí que seja por vezes descrita como fruta de queijo ou fruta de vómito. 

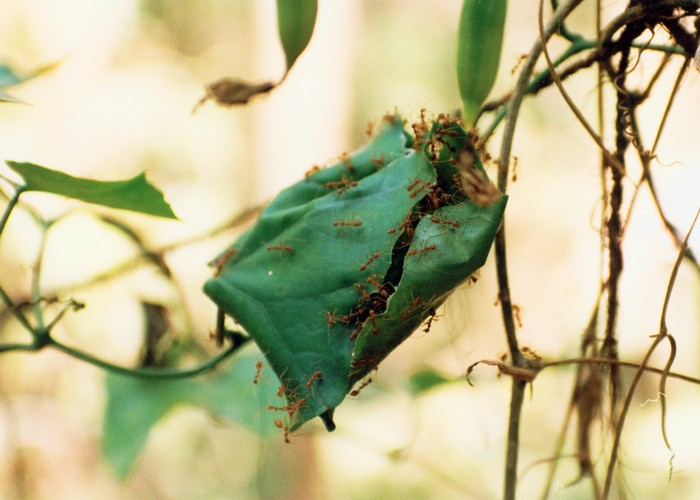
Ninho de formigas-tecelãs ou tecedeiras

 O fruto é oval e atinge de 4 a 7 cm de tamanho. Quando surge, apresenta cor verde, mudando para amarela e por fim, quase branca, altura em que o fruto é colhido. Apesar do seu cheiro classificado como desagradável, as pessoas alimentam-se deste fruto, quer cru, quer cozido. Moradores do Sudoeste da Ásia e os aborígenes da Austrália ingerem a fruta crua com sal, ou cozida com especiarias. O fruto também contém muitas sementes que normalmente são ingeridas depois de assadas.
A planta é especialmente atrativa para as formigas-tecelãs ou tecedeiras (oecophylla), que fazem ninhos nas folhas desta planta. Essas formigas protegem a planta de certos insectos parasitas. O cheiro da fruta também atrai o morcego-da-fruta, que ajuda disseminar as sementes.

## Usos
Conquanto a comunidade científica ainda não se tenha pronunciado oficialmente sobre a matéria, reportam-se-lhe (ao fruto noni e aos seus componentes) popularmente, nas várias culturas, variadas virtudes medicinais e terapêuticas. Ademais, muitos outros usos seculares e até milenares tem sido dados ao fruto em questão, para várias aplicações não medicinais. Na China, Japão e Tahiti, várias partes da árvore (folhas, flores, frutos e tronco) servem para tratamento da febre, tratamento dos olhos e problemas da pele, gengivite, constipação, dores de estômago, ou dificuldades respiratórias. Na Malásia, acredita-se que as flores aquecidas desta planta aplicadas no peito, curam a tosse, náusea e cólicas. Nas Filipinas, é extraído o sumo das folhas como tratamento para a artrite.
O tronco desta árvore produz uma cera castanho-púrpura, chamada de cera-batik, aplicada em pintura sobre tecido, normalmente seda (pintura sobre seda). Conhecida por ser produzida com esta finalidade na ilha de Java, na Indonésia.
No Havaí é extraída uma tintura amarelada da raiz, usada para tingir tecidos. No Suriname, assim como em outros países, a árvore serve como para-vento, suporte para videiras, e também árvores de sombra para arbustos de café. A fruta é também usada como champô (xampu, no Brasil) na Malásia, onde se acredita que ajuda no combate aos piolhos.

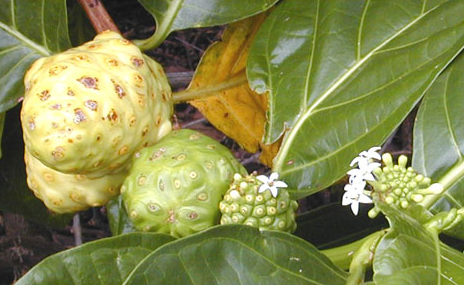
Pormenor da morinda citrifolia

Na Indochina, o fruto aplica-se no tratamento da asma e disenteria. Para uso externo, o fruto é descascado, esmagado, misturado com sal e depois aplicado em fraturas de ossos. No Havaí, o fruto maduro é aplicado em furúnculos para extrair o pus. O extrato de fruta também pode regular a menstruação ou dificuldades urinárias.
Nos Estados Unidos e Canadá, noni é anunciado como produto dietético.
Os fabricantes de seus produtos reivindicam que a xeronina (patenteado nos Estados Unidos sob o nº 4.543.212) é o princípio biológico ativo. Segundo o alegado descobridor desse princípio ativo, Ralphe Heinicke, este diz que a xeronina é "um novo alcaloide, útil em medicina, alimentação, e em campos industriais."; "A composição, caracterização, o modo de ação e a utilidade do novo alcalóide, a xeronina (isolado de um grande número de substâncias naturais), podem ser conseguidos por meio de determinadas técnicas e precauções."
No entanto, até ao ano de 2006, 20 anos após o primeiro anúncio da descoberta da xeronina, não foi lançado nenhum artigo numa publicação científica sobre este. A estrutura química do xeronina ainda hoje é desconhecida.

## Aspectos legais e científicos
Em Agosto de 2004, a FDA (Food and Drug Administration) dos Estados Unidos enviou uma carta de alerta à empresa Flora, Inc., devido às promoções desta no seu website, sobre o sumo de noni (no Brasil, suco de noni) no contexto de vários testemunhos e reivindicações de estudos científicos. A FDA não aprovou , no que respeita a efeitos médicos ou terapêuticos, do sumo de noni e substâncias relacionadas.
Na União Europeia, o sumo de noni está registrado como ingrediente alimentar  e, segundo o documento da decisão, o comitê científico da alimentação humana, perante os dados que lhes foram fornecidos, concluiu que o sumo de noni não é superiormente benéfico para a saúde quando comparado a outros sumos de frutas.

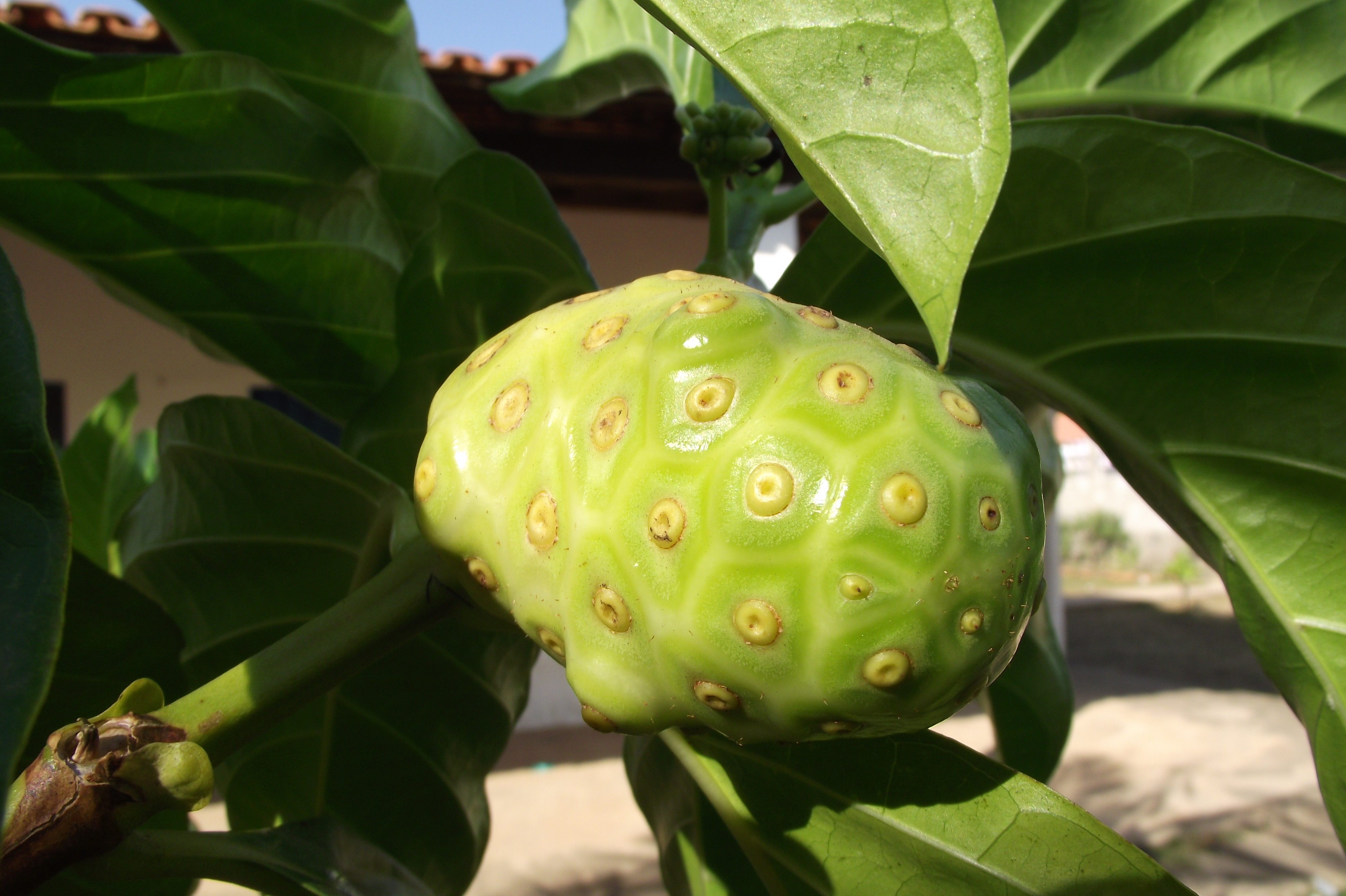
Fruto do Noni, fotografado em Imperatriz Maranhão.

Este registro como ingrediente alimentar é válido apenas para o sumo de noni, não abrangendo quaisquer outros produtos alimentares feitos a partir de noni. Portanto, é proibido, por lei, vender outros produtos alimentares feitos a partir desta planta e fruto. É também ilegal reivindicar qualquer efeito médico ou terapêutico, de qualquer produto derivado de noni na União Europeia, uma vez que não foram aprovados pelas autoridades competentes.
Em 2005, duas publicações científicas descreveram incidentes de hepatite aguda reportadas como causadas por uma preparação a base de noni. Consequentemente, a EFSA (Autoridade Europeia para a Segurança Alimentar) iniciou uma avaliação dos produtos derivados do noni. Na Alemanha, a BfR (National Agency for Risk Evaluation) também iniciou investigações em 2006, sobre a hepatite aguda, que poderia ter sido causada por esses produtos. No entanto, os autores das duas publicações não encontraram toxinas nos produtos derivados desta planta, como por exemplo, o sumo (suco) de noni, mas sim antraquinona na raíz desta planta'. . Estudo recente, publicado em junho de 2006 na revista científica World Journal of Gastroenterology, não observou nenhum efeito tóxico ao fígado, mesmo em doses altas do suco. No Brasil, por insuficiência de estudos comprobatórios dos benefícios do noni e a possibilidade de provocar hepatite aguda, a ANVISA proibiu o uso e comercialização para fins medicinais.
O significado legal da classificação de noni como suplemento dietético, deve-se ao fato de a classificação como remédio exigir a realização de estudos que mostram segurança e, principalmente, eficácia de um produto para o tratamento de alguma doença. É possível que com o tempo, princípios ativos sejam isolados do fruto e, que estes, sejam testados para o tratamento de patologias, mas até o momento não há um número suficiente de estudos demonstrando eficácia no tratamento de patologias para as quais este suco vem sendo recomendado. Estudos in vitro e em camundongos    sugerem que o uso de componentes de noni possam ser úteis no tratamento de diversas patologias, mas esses dados ainda não podem ser transpostos para o uso clínico.
Assim, o seu uso não elimina a necessidade de acompanhamento médico ou de medicações se essas forem prescritas, em portadores de doenças crônicas ou graves.